# Pfarrkirche Waldenstein

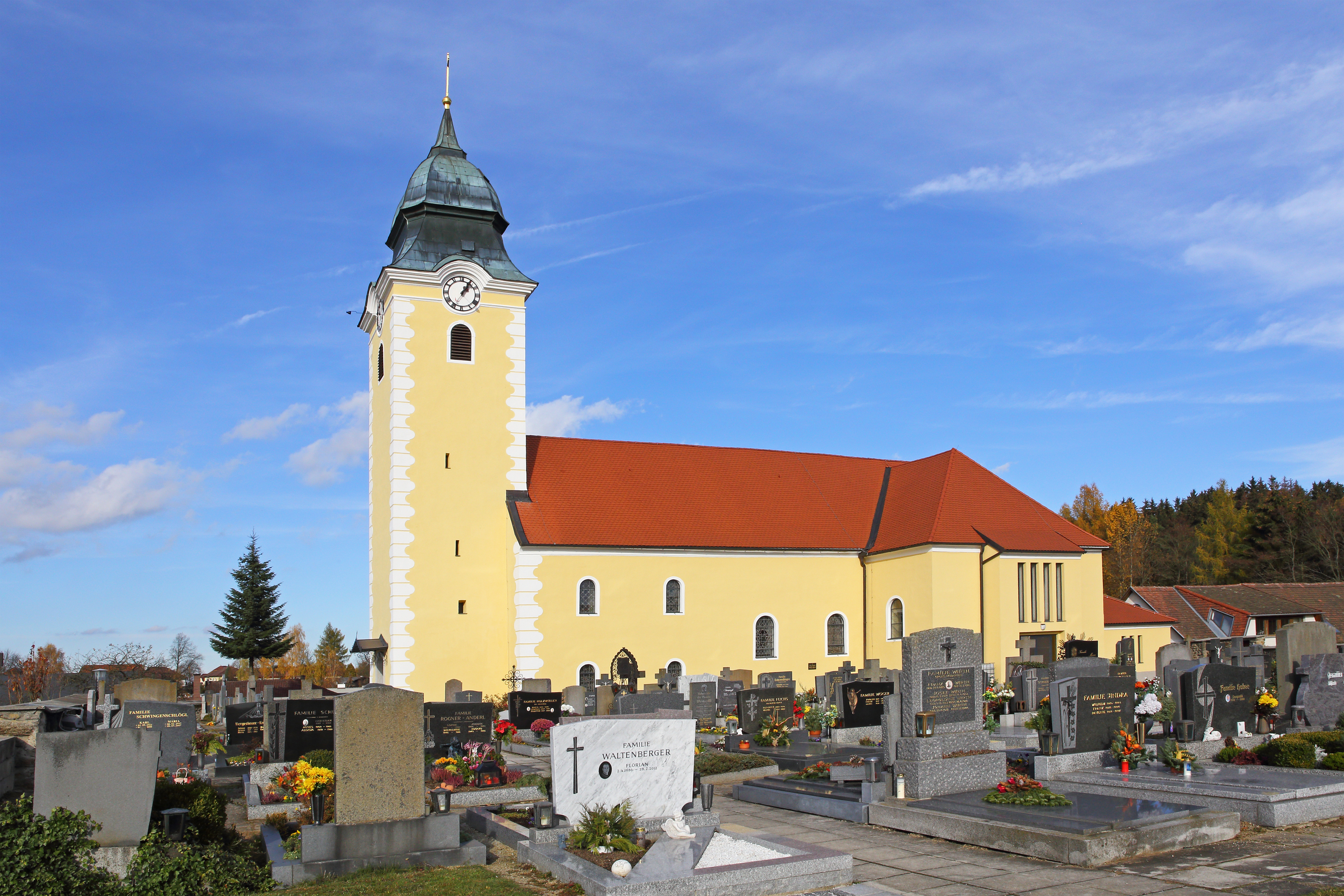
Pfarrkirche hl. Michael in Waldenstein

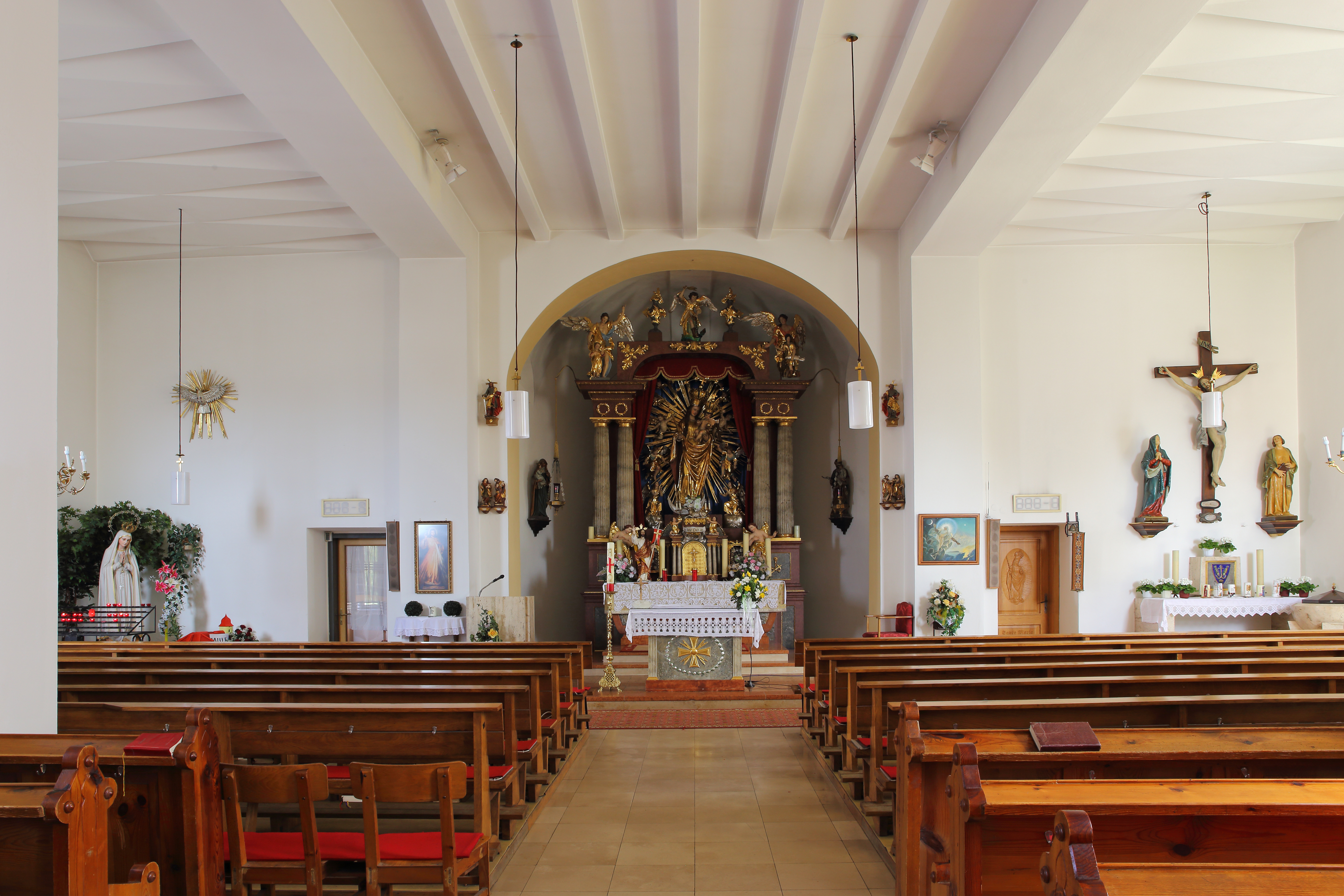
Innenansicht zum Altar

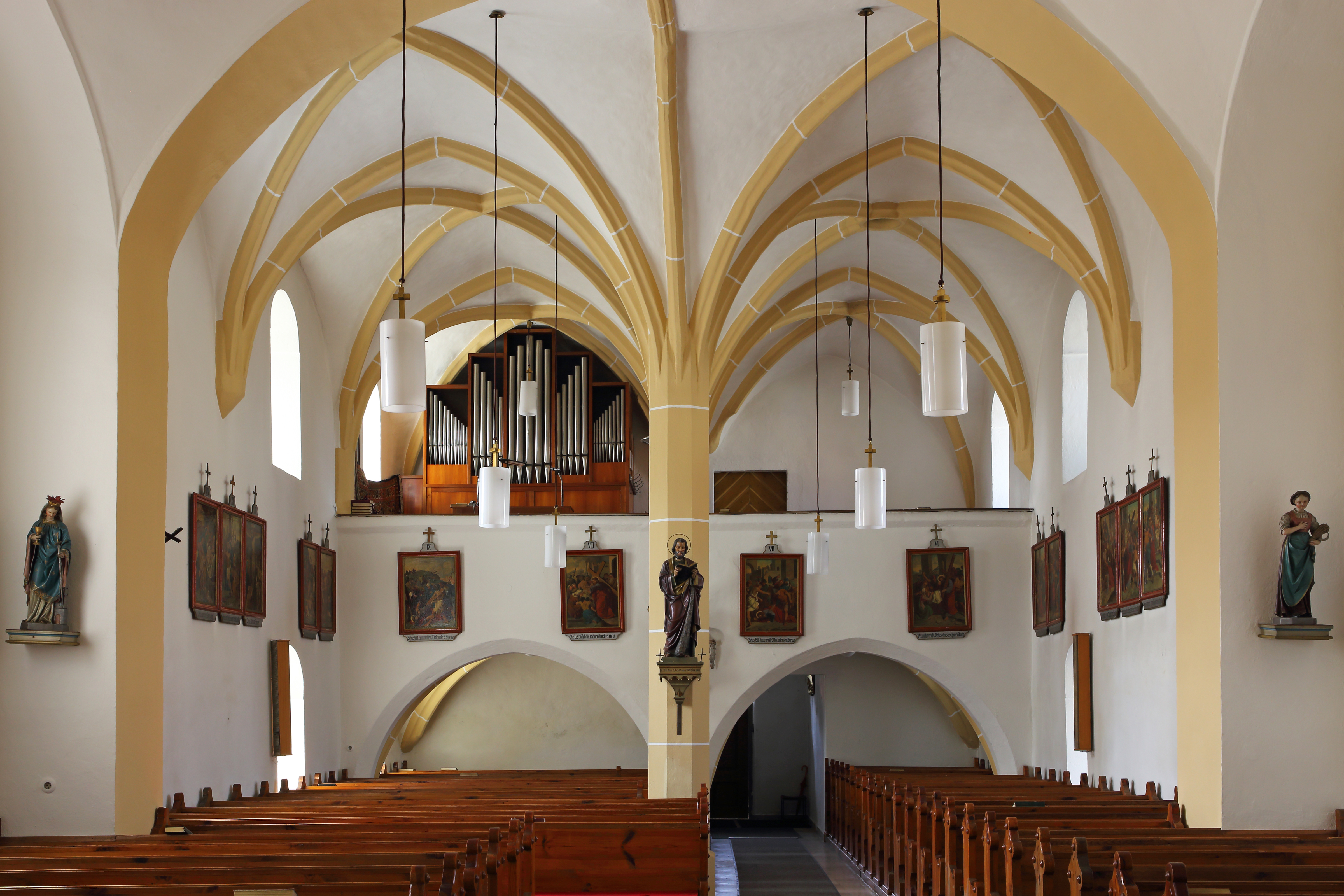
Langhaus, Blick zur Empore

Die römisch-katholische Pfarrkirche Waldenstein steht im Ort Waldenstein in der Gemeinde Waldenstein in Niederösterreich. Die Pfarrkirche hl. Michael und Wallfahrtskirche gehört zum Dekanat Gmünd in der Diözese St. Pölten. Die Kirche steht unter Denkmalschutz (Listeneintrag).

## Geschichte
Die Kirche wurde an Stelle einer ehemaligen Burgkapelle erbaut. Die ursprünglich romanische Kirche mit einem Ostturm wurde von einer gotischen Kirche mit einem Westturm überbaut. Die Kirche war im 14. Jahrhundert eine Vikariatskirche und wurde um 1390 als Pfarrkirche genannt. Die Kirche war von 1319 bis 1745 dem Stift Zwettl inkorporiert. Im 15. Jahrhundert wurde die Kirche umgebaut. 1564 war ein Brand. Nach 1833 entstand eine Wallfahrt. 1837 wurde die Kirche umgebaut. 1892 war eine Renovierung. 1965 wurde die Kirche umgebaut.

## Architektur
Kirchenäußeres
Die Kirche steht erhöht im Südosten von Waldenstein und ist von einem Friedhof mit einer erneuerten Mauer umgeben. Das im Kern gotische Langhaus hat Rundbogenfenster aus der 1. Hälfte des 19. Jahrhunderts. Das Langhaus erweitert sich in Folge zu einem ausladenden Querhaus mit einem folgenden Chor mit Dreiseitschluss, beide vom Umbau 1965, wobei im Kern mittig Reste der Bauten von 1837 und Reste des ehemals gotischen zweijochigen Chores aus dem Ende des 14. und dem Anfang des 15. Jahrhunderts einbezogen wurden. Dem folgen mit 1965 zweigeschoßige Anbauten als Sakristeien und Oratorien, welche auch eingeschoßige mit Sakristei und Beichtkapelle den Chorschluss einschließen. Die Querhäuser haben Portalvorbauten. Nordseitig ist ein gotischer Spitzbogentympanon mit Rosette der ehemaligen Sakramentennische erhalten. Vermutlich nach dem Brand von 1564 wurde in der 2. Hälfte des 16. Jahrhunderts der quadratische Westturm mit rundbogigen Schallfenstern und einem Abschlussgesims erbaut. Er hat eine Ortsteinrahmung aus der 2. Hälfte des 17. Jahrhunderts. Der Glockenhelm ist barock.
Kircheninneres
Das Langhaus wurde im 15. Jahrhundert zu einer zweischiffigen dreijochigen Halle unter einem Kreuzrippengewölbe auf zwei Achteckpfeilern und Wandkonsolen umgebaut. Im Westjoch ist eine gotische kreuzrippenunterwölbte Orgelempore über zwei abgefasten Spitzbogenarkaden. Im Ostjoch sind die Gewölberippen auf Dreistrahlen reduziert. Daran schließt ein queroblonges Joch zwischen eingezogenen Rundbögen unter einem Segelgewölbe von 1820 an der Stelle des ehemaligen abgetragenen romanischen Ostturmes. Daran anschließend folgt das große Querhaus aus 1965 an der Stelle des ehemaligen gotischen Chores. Die Querarme haben Zellenflachdecken. Nach dem runden Apsisbogen folgt die gewölbte Apsis aus 1837.
Die Glasmalerei um 1892 zeigt in zwei Medaillons Büsten der hll. Ludwig und Andreas Avellinus und die Legende der Gnadenstatue von Grünberg. Eine Glasmalerei aus 1965 im Querhaus zeigt Bittsteller um Maria.

## Ausstattung
Der spätklassizistische Hochaltar aus 1844 zeigt in einer Bogennische zwischen Doppelsäulen die Gnadenfigur Maria mit Kind. Die Gnadenfigur ist eine veränderte Nachbildung der seit 1607 nach einer wundertätigen Hilfe im Türkenfeldzug von 1603 in der Franziskanerkirche in Wien verehrten Gnadenstatue mit der Hacke im Arm aus dem Zisterzienserkloster Grünberg in Böhmen. Die Nachbildung urkundlich 1679 geschaffen, befand sich von 1713 bis 1784 in der Franziskanerkirche in Klosterneuburg, und 1833 überarbeitet oder als neue Kopie nach Waldenstein gewidmet. Der Hochaltar hat bekrönenden Engelsfiguren mit den Schutzengeln Michael und Raphael aus dem 3. Viertel des 18. Jahrhunderts und Vasenaufsätze im Rokokostil.
Ein barockes Kruzifix ist aus 1729. Es gibt Schnitzfiguren Peter und Paul aus dem 3. Viertel des 18. Jahrhunderts. Es gibt einen bemerkenswerten Schmerzensmann aus dem Anfang des 18. Jahrhunderts, einen Erzengel Raphael aus dem Anfang dem 18. Jahrhundert und einen Johannes Nepomuk aus dem 3. Viertel des 18. Jahrhunderts. Es gibt eine Steinfigurengruppe Anna selbdritt aus der 1. Hälfte des 17. Jahrhunderts. Der Taufstein ist aus 1965.
Die Orgel aus 1967 mit 12 Registern wurde von den Gebrüder Krenn in Graz gebaut.
Es gibt Glocken aus 1765, 1766, 1792 und 1815.